# Guilherme Inês
Guilherme Manuel Scarpa Lopes Inês (Lisboa, 30 de abril de 1951 - Lisboa, 14 de setembro de 2021), conhecido como Guilherme Inês foi um compositor, baterista e percussionista português. Conhecido por ter feito parte de bandas como os Salada de Frutas e o Quarteto 1111 e por ter produzido artistas como Dulce Pontes e Lena D'Água.

## Percurso
Tocou guitarra nos Sharks e nos Hooks. Mudam de nome para Zoo e passa a tocar bateria. Chegam a gravar um disco em 1969. Guilherme Inês e o Fernando Couceiro saem ainda antes do fim da banda. Fez depois parte de grupos como Os Chinchilas (1970) e Objectivo (1971). Ainda esteve numa das últimas formações do Quarteto 1111. 
Com José Moz Carrapa e Zé Nabo integrou o Cid, Scarpa, Carrapa e Nabo que acompanharam José Cid na gravação do tema "Mosca Super-star" e do EP "Vida (Sons do Quotidiano)" (1977).
Tocou ao vivo e como músico de estúdio com nomes como José Afonso, Vitorino, Fausto ou Sérgio Godinho.
Entrou para os Salada de Frutas em 1981. Zé da Ponte e Guilherme Inês produziram muitos nomes e ainda arrancaram com os estúdios Namouche em 1982. Também produzem muitos singles para publicidade.  Formam o grupo Zoom, com a colaboração da cantora Formiga que juntos chegam a gravar e a lançar um álbum original. Produziu temas e álbuns de vários artistas, como Dora ou Dulce Pontes. 
Zé da Ponte e Guilherme Inês juntam-se a Luis Oliveira. Os três decidem gravar e lançaram um disco com o nome Bluff 
Produziram outros nomes como Dora ou Gustavo Sequeira.
Ainda com Zé da Ponte produziu, em 1989, o disco "Tu Aqui" de Lena d'Água. Foi depois o produtor dos primeiros discos da cantora Dulce Pontes (1993)
Além de músico e produtor, Guilherme Inês foi também coautor de alguns temas, entre os quais "Se Cá Nevasse", dos Salada de Frutas, e “Não Sejas Mau Pra Mim”, com o qual Dora representou Portugal no Festival Eurovisão da Canção em 1986.
Durante alguns anos trabalha como executivo na editora BMG Portugal. 
Faleceu de morte natural em Lisboa, em setembro de 2021, aos 70 anos.

## Ligações Externas
- Tema Se Cá Nevasse dos Salada de Fruta
- Tema Não Sejas Mau Para Mim cantado por Dora